# Antichrist (Akercocke)
Antichrist è il quinto album in studio del gruppo blackened death metal inglese Akercocke, pubblicato nel 2007 dalla Earache Records.

## Tracce
1. Black Messiah – 0:56
2. Summon the Antichrist – 5:14
3. Axiom – 5:14
4. The Promise – 3:36
5. My Apterous Angel – 6:52
6. Distant Fires Reflect in the Eyes of Satan – 2:31
7. Man Without Faith or Trust – 3:27
8. The Dark Inside – 6:43
9. Footsteps Resound in an Empty Chapel – 4:19
10. Epode – 2:36
11. Chapel of Ghouls (Morbid Angel cover; bonus track) – 5:09
12. Leprosy (Death cover; bonus track) – 6:20